# 科尔曼 (佛罗里达州)
科尔曼（英語：Coleman），是美国佛罗里达州薩姆特縣下属的一座城市。建立于1908年。面积约为3.8平方公里（约合1.5平方英里）。根据2010年美国人口普查，该市有人口703人。论人口在本州排行第350。